# Alan McManus
Alan McManus (ur. 21 stycznia 1971 w Glasgow) – szkocki snookerzysta, grający ze statusem profesjonalisty od 1990 roku. Największe jego sukcesy miały miejsce w latach 1992 i 1993, kiedy to dochodził do półfinału Mistrzostw świata oraz w roku kolejnym, 1994, gdy zwyciężył w turnieju   Benson & Hedges Masters, wygrywając w finale z niepokonanym przez 5 poprzednich edycji tego turnieju Stephenem Hendrym. McManus jest również zwycięzcą 2 turniejów rankingowych – Dubai Duty Free Classic w 1994 (w finale z Peterem Ebdonem) i Thailand Open w 1996 (w finale z Kenem Dohertym). Plasuje się na 40. miejscu pod względem zdobytych setek w profesjonalnych turniejach, ma ich łącznie 230.
9 kwietnia 2021 roku ogłosił zakończenie kariery.

## Kariera zawodowa

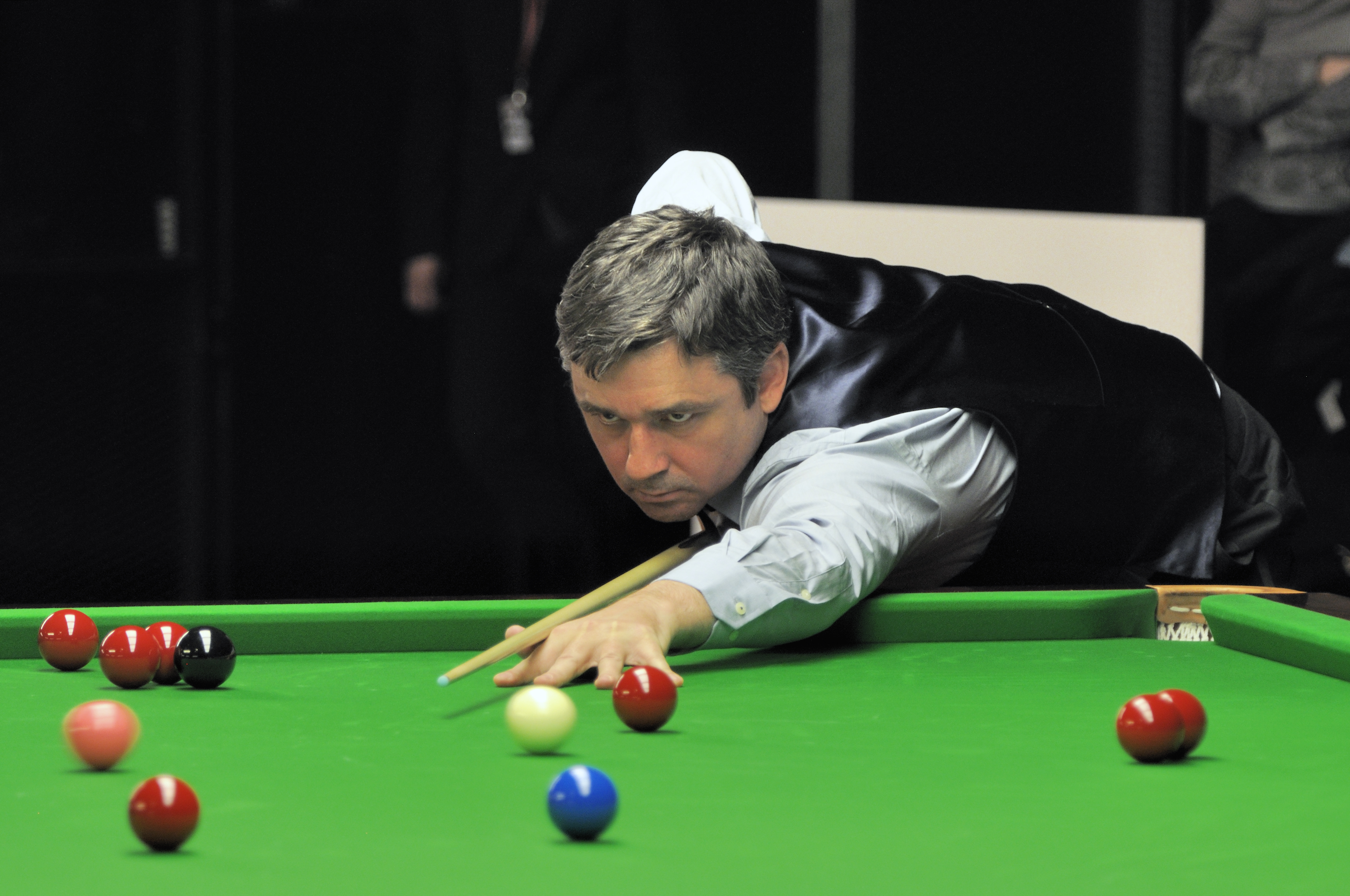
German Masters 2014

Od początku swojej kariery uważany był za solidnego gracza, o czym świadczyć może to, że przez 16 sezonów z rzędu klasyfikowany był w pierwszej 16 rankingu światowego. Początkowe sukcesy w mistrzostwach świata, przede wszystkim w turnieju Masters, pozwalały widzieć w nim następcę Stephena Hedry'ego na piedestale szkockiego snookera. Pomimo sukcesów na początku kariery, nigdy nie udało mu się jednak zostać  mistrzem świata. 
Po wielu sukcesach i dobrych wynikach w latach 90., w kolejnych latach grał słabiej. Co prawda, w 2001 szkocka drużyna (Stephen Hendry, John Higgins, Alan McManus) ponownie zwyciężyła w finale Pucharze Narodów (powtórka sukcesu z 1996), a w finale LG Cup w 2002 roku McManus przegrał z Chrisem Smallem. Nie odniósł już jednak zwycięstwa w żadnym turnieju rankingowym. Szkot dotarł jeszcze do ćwierćfinału Mistrzostw Świata w 2005 roku oraz półfinału Masters w 2006, mimo to, ponieważ spisywał się słabo w pozostałych turniejach, na koniec sezonu 2005/2006 wypadł z czołowej szesnastki rankingu.
Kolejne lata obfitowały w kolejne serie niespodziewanych porażek, i szybkich odpadnięć z turniejów. Coraz słabsza dyspozycja McManusa sięgnęła zenitu w sezonach 2010/2011 oraz 2011/2012, kiedy to Szkot nawet nie zakwalifikował się do żadnego turnieju rankingowego. Skutkiem tego, McManus spadł na 52. pozycję w światowym rankingu i wydawało się, że kariera zwycięzcy Masters dobiega końca.
McManus pokazał jednak, że nie zamierza żegnać się z wyczynowym snookerem. Na początek kolejnego sezonu, zakwalifikował się do telewizyjnej fazy Australian Goldfields Open 2012, gdzie poniósł porażkę w pierwszej rundzie z Dingiem Junhui. W eliminacjach pokonał jednak Tony'ego Drago oraz Roberta Milkinsa. Turniej Welch Open 2013 przyniósł McManusowi pierwszy od 2006 roku ćwierfinał, w drodze do którego Szkot pokonał dużo wyżej notowanych od siebie Barry'ego Hawkinsa i Joe Perry'ego. Szkot zaliczył także przyzwoite występy w Haikou World Open 2013 oraz kilku turniejach z cyklu PTC, w dwóch pierwszych z nich dochodząc do ćwierćfinału. Ostatecznym potwierdzeniem powrotu do formy okazały się Mistrzostwa Świata, do finałowej fazy których McManus zakwalifikował się po raz pierwszy od 2006 roku. Po nierównym meczu w pierwszej rundzie przegrał co prawda z Dingiem Junhui 5-10, jednak kilka dobrych występów w sezonie, pozwoliło przesunąć się Szkotowi na 49. miejsce w rankingu i dało nadzieje na dalszą poprawę formy.
W 2016 roku po raz pierwszy od 23 lat wszedł do półfinału Mistrzostw Świata, po pokonaniu Stephena Maguire'a, Allistera Cartera i Johna Higginsa.
Podobnie jak Peter Ebdon, znany jest z wolnego tempa rozgrywania swoich pojedynków.

## Występy w turniejach w karierze

### Turnieje rankingowe
| Turniej               | 1990/ 91      | 1991/ 92      | 1992/ 93      | 1993/ 94      | 1994/ 95      | 1995/ 96      | 1996/ 97      | 1997/ 98      | 1998/ 99      | 1999/ 00      | 2000/ 01      | 2001/ 02      | 2002/ 03      | 2003/ 04      | 2004/ 05      | 2005/ 06      | 2006/ 07      | 2007/ 08      | 2008/ 09      | 2009/ 10      | 2010/ 11      | 2011/ 12      | 2012/ 13      | 2013/ 14      | 2014/ 15      | 2015/ 16      | 2016/ 17      | 2017/ 18      | 2018/ 19      | 2019/ 20      | 2020/ 21 |
| --------------------- | ------------- | ------------- | ------------- | ------------- | ------------- | ------------- | ------------- | ------------- | ------------- | ------------- | ------------- | ------------- | ------------- | ------------- | ------------- | ------------- | ------------- | ------------- | ------------- | ------------- | ------------- | ------------- | ------------- | ------------- | ------------- | ------------- | ------------- | ------------- | ------------- | ------------- | -------- |
| Ranking               |               | 41            | 13            | 6             | 6             | 6             | 6             | 10            | 8             | 8             | 8             | 12            | 15            | 10            | 10            | 12            | 19            | 38            | 37            | 41            | 46            | 51            | 52            | 49            | 29            | 23            | 20            | 29            | 64            | 51            | 48       |
| European Masters      | LQ            | 1R            | 1R            | QF            | 2R            | 1R            | QF            | NH            | F             | nie rozegrano | nie rozegrano | 2R            | 1R            | 1R            | QF            | 2R            | LQ            | NR            | nie rozegrano | nie rozegrano | nie rozegrano | nie rozegrano | nie rozegrano | nie rozegrano | nie rozegrano | nie rozegrano | LQ            | 2R            | 2R            | LQ            | 2R       |
| English Open          | nie rozegrano | nie rozegrano | nie rozegrano | nie rozegrano | nie rozegrano | nie rozegrano | nie rozegrano | nie rozegrano | nie rozegrano | nie rozegrano | nie rozegrano | nie rozegrano | nie rozegrano | nie rozegrano | nie rozegrano | nie rozegrano | nie rozegrano | nie rozegrano | nie rozegrano | nie rozegrano | nie rozegrano | nie rozegrano | nie rozegrano | nie rozegrano | nie rozegrano | nie rozegrano | 2R            | 1R            | 3R            | 2R            | 1R       |
| Championship League   | nie rozegrano | nie rozegrano | nie rozegrano | nie rozegrano | nie rozegrano | nie rozegrano | nie rozegrano | nie rozegrano | nie rozegrano | nie rozegrano | nie rozegrano | nie rozegrano | nie rozegrano | nie rozegrano | nie rozegrano | nie rozegrano | nie rozegrano | nierankingowy | nierankingowy | nierankingowy | nierankingowy | nierankingowy | nierankingowy | nierankingowy | nierankingowy | nierankingowy | nierankingowy | nierankingowy | nierankingowy | nierankingowy | RR       |
| Northern Ireland Open | nie rozegrano | nie rozegrano | nie rozegrano | nie rozegrano | nie rozegrano | nie rozegrano | nie rozegrano | nie rozegrano | nie rozegrano | nie rozegrano | nie rozegrano | nie rozegrano | nie rozegrano | nie rozegrano | nie rozegrano | nie rozegrano | nie rozegrano | nie rozegrano | nie rozegrano | nie rozegrano | nie rozegrano | nie rozegrano | nie rozegrano | nie rozegrano | nie rozegrano | nie rozegrano | 2R            | 1R            | 2R            | 1R            | 1R       |
| UK Championship       | SF            | LQ            | SF            | 1R            | 1R            | 1R            | SF            | QF            | 1R            | 1R            | 2R            | 3R            | 3R            | 3R            | 3R            | 2R            | 3R            | LQ            | LQ            | LQ            | LQ            | LQ            | LQ            | 2R            | 1R            | 2R            | 2R            | 2R            | 3R            | 3R            | 1R       |
| Scottish Open         | nie rozegrano | nie rozegrano | QF            | SF            | QF            | 1R            | QF            | 1R            | QF            | 2R            | QF            | 2R            | QF            | 3R            | nie rozegrano | nie rozegrano | nie rozegrano | nie rozegrano | nie rozegrano | nie rozegrano | nie rozegrano | nie rozegrano | MR            | nie rozegrano | nie rozegrano | nie rozegrano | 1R            | 2R            | 2R            | 2R            | 2R       |
| World Grand Prix      | nie rozegrano | nie rozegrano | nie rozegrano | nie rozegrano | nie rozegrano | nie rozegrano | nie rozegrano | nie rozegrano | nie rozegrano | nie rozegrano | nie rozegrano | nie rozegrano | nie rozegrano | nie rozegrano | nie rozegrano | nie rozegrano | nie rozegrano | nie rozegrano | nie rozegrano | nie rozegrano | nie rozegrano | nie rozegrano | nie rozegrano | nie rozegrano | NR            | DNQ           | DNQ           | DNQ           | DNQ           | DNQ           | DNQ      |
| German Masters        | nie rozegrano | nie rozegrano | nie rozegrano | nie rozegrano | nie rozegrano | SF            | 1R            | 1R            | NR            | nie rozegrano | nie rozegrano | nie rozegrano | nie rozegrano | nie rozegrano | nie rozegrano | nie rozegrano | nie rozegrano | nie rozegrano | nie rozegrano | nie rozegrano | LQ            | LQ            | LQ            | 3R            | LQ            | 1R            | LQ            | 1R            | LQ            | LQ            | LQ       |
| Shoot-Out             | NR            | nie rozegrano | nie rozegrano | nie rozegrano | nie rozegrano | nie rozegrano | nie rozegrano | nie rozegrano | nie rozegrano | nie rozegrano | nie rozegrano | nie rozegrano | nie rozegrano | nie rozegrano | nie rozegrano | nie rozegrano | nie rozegrano | nie rozegrano | nie rozegrano | nie rozegrano | nierankingowy | nierankingowy | nierankingowy | nierankingowy | nierankingowy | nierankingowy | 1R            | 1R            | 3R            | 1R            | 2R       |
| Welsh Open            | NH            | 2R            | F             | F             | 2R            | 2R            | 1R            | QF            | 3R            | 1R            | QF            | 1R            | 2R            | QF            | 2R            | 2R            | 2R            | 2R            | LQ            | LQ            | LQ            | LQ            | QF            | 2R            | 4R            | 3R            | 1R            | 1R            | 1R            | 1R            | 2R       |
| Players Championship  | nie rozegrano | nie rozegrano | nie rozegrano | nie rozegrano | nie rozegrano | nie rozegrano | nie rozegrano | nie rozegrano | nie rozegrano | nie rozegrano | nie rozegrano | nie rozegrano | nie rozegrano | nie rozegrano | nie rozegrano | nie rozegrano | nie rozegrano | nie rozegrano | nie rozegrano | nie rozegrano | DNQ           | DNQ           | DNQ           | DNQ           | 1R            | 1R            | DNQ           | DNQ           | DNQ           | DNQ           | DNQ      |
| Gibraltar Open        | nie rozegrano | nie rozegrano | nie rozegrano | nie rozegrano | nie rozegrano | nie rozegrano | nie rozegrano | nie rozegrano | nie rozegrano | nie rozegrano | nie rozegrano | nie rozegrano | nie rozegrano | nie rozegrano | nie rozegrano | nie rozegrano | nie rozegrano | nie rozegrano | nie rozegrano | nie rozegrano | nie rozegrano | nie rozegrano | nie rozegrano | nie rozegrano | nie rozegrano | MR            | A             | A             | A             | A             | 2R       |
| WST Pro Series        | nie rozegrano | nie rozegrano | nie rozegrano | nie rozegrano | nie rozegrano | nie rozegrano | nie rozegrano | nie rozegrano | nie rozegrano | nie rozegrano | nie rozegrano | nie rozegrano | nie rozegrano | nie rozegrano | nie rozegrano | nie rozegrano | nie rozegrano | nie rozegrano | nie rozegrano | nie rozegrano | nie rozegrano | nie rozegrano | nie rozegrano | nie rozegrano | nie rozegrano | nie rozegrano | nie rozegrano | nie rozegrano | nie rozegrano | nie rozegrano | RR       |
| Tour Championship     | nie rozegrano | nie rozegrano | nie rozegrano | nie rozegrano | nie rozegrano | nie rozegrano | nie rozegrano | nie rozegrano | nie rozegrano | nie rozegrano | nie rozegrano | nie rozegrano | nie rozegrano | nie rozegrano | nie rozegrano | nie rozegrano | nie rozegrano | nie rozegrano | nie rozegrano | nie rozegrano | nie rozegrano | nie rozegrano | nie rozegrano | nie rozegrano | nie rozegrano | nie rozegrano | nie rozegrano | nie rozegrano | DNQ           | DNQ           | DNQ      |
| World Championship    | 2R            | SF            | SF            | 2R            | 2R            | 2R            | 2R            | 2R            | 2R            | 2R            | 1R            | 1R            | 2R            | 2R            | QF            | 1R            | LQ            | LQ            | LQ            | LQ            | LQ            | LQ            | 1R            | QF            | 1R            | SF            | LQ            | LQ            | LQ            | 1R            | LQ       |

### Turnieje nierankingowe
| Turniej                    | 1990/ 91 | 1991/ 92 | 1992/ 93      | 1993/ 94      | 1994/ 95      | 1995/ 96      | 1996/ 97      | 1997/ 98      | 1998/ 99      | 1999/ 00      | 2000/ 01      | 2001/ 02      | 2002/ 03      | 2003/ 04      | 2004/ 05      | 2005/ 06      | 2006/ 07      | 2007/ 08      | 2008/ 09      | 2009/ 10      | 2010/ 11 | 2011/ 12 | 2012/ 13 | 2013/ 14 | 2014/ 15 | 2015/ 16 | 2016/ 17 | 2017/ 18 | 2018/ 19 | 2019/ 20 | 2020/ 21 |
| -------------------------- | -------- | -------- | ------------- | ------------- | ------------- | ------------- | ------------- | ------------- | ------------- | ------------- | ------------- | ------------- | ------------- | ------------- | ------------- | ------------- | ------------- | ------------- | ------------- | ------------- | -------- | -------- | -------- | -------- | -------- | -------- | -------- | -------- | -------- | -------- | -------- |
| World Seniors Championship | NH       | A        | nie rozegrano | nie rozegrano | nie rozegrano | nie rozegrano | nie rozegrano | nie rozegrano | nie rozegrano | nie rozegrano | nie rozegrano | nie rozegrano | nie rozegrano | nie rozegrano | nie rozegrano | nie rozegrano | nie rozegrano | nie rozegrano | nie rozegrano | nie rozegrano | A        | VF       | A        | A        | LQ       | A        | A        | A        | NH       | A        | A        |
| The Masters                | 1R       | LQ       | SF            | W             | QF            | SF            | 1R            | 1R            | SF            | 1R            | 1R            | SF            | 1R            | 1R            | 1R            | SF            | A             | A             | A             | A             | A        | A        | A        | A        | A        | A        | A        | A        | A        | A        | A        |

### Byłe turnieje rankingowe
| Classic                    | 3R            | QF            | nie rozegrano | nie rozegrano | nie rozegrano | nie rozegrano | nie rozegrano | nie rozegrano | nie rozegrano | nie rozegrano | nie rozegrano | nie rozegrano | nie rozegrano | nie rozegrano | nie rozegrano | nie rozegrano | nie rozegrano | nie rozegrano | nie rozegrano | nie rozegrano | nie rozegrano    | nie rozegrano    | nie rozegrano    | nie rozegrano    | nie rozegrano    | nie rozegrano    | nie rozegrano | nie rozegrano | nie rozegrano | nie rozegrano | nie rozegrano | nie rozegrano | nie rozegrano | nie rozegrano | nie rozegrano | nie rozegrano | nie rozegrano | nie rozegrano | nie rozegrano | nie rozegrano | nie rozegrano | nie rozegrano |               |               |               |               |               |               |               |               |               |               |               |               |               |               |               |               |               |
| Strachan Open              | NH            | 1R            | MR            | NR            | nie rozegrano | nie rozegrano | nie rozegrano | nie rozegrano | nie rozegrano | nie rozegrano | nie rozegrano | nie rozegrano | nie rozegrano | nie rozegrano | nie rozegrano | nie rozegrano | nie rozegrano | nie rozegrano | nie rozegrano | nie rozegrano | nie rozegrano    | nie rozegrano    | nie rozegrano    | nie rozegrano    | nie rozegrano    | nie rozegrano    | nie rozegrano | nie rozegrano | nie rozegrano | nie rozegrano | nie rozegrano | nie rozegrano | nie rozegrano | nie rozegrano | nie rozegrano | nie rozegrano | nie rozegrano | nie rozegrano | nie rozegrano | nie rozegrano | nie rozegrano | nie rozegrano | nie rozegrano | nie rozegrano |               |               |               |               |               |               |               |               |               |               |               |               |               |               |               |
| Dubai Classic              | 1R            | LQ            | SF            | SF            | W             | 2R            | SF            | nie rozegrano | nie rozegrano | nie rozegrano | nie rozegrano | nie rozegrano | nie rozegrano | nie rozegrano | nie rozegrano | nie rozegrano | nie rozegrano | nie rozegrano | nie rozegrano | nie rozegrano | nie rozegrano    | nie rozegrano    | nie rozegrano    | nie rozegrano    | nie rozegrano    | nie rozegrano    | nie rozegrano | nie rozegrano | nie rozegrano | nie rozegrano | nie rozegrano | nie rozegrano | nie rozegrano | nie rozegrano | nie rozegrano | nie rozegrano | nie rozegrano | nie rozegrano | nie rozegrano | nie rozegrano | nie rozegrano | nie rozegrano | nie rozegrano | nie rozegrano | nie rozegrano | nie rozegrano | nie rozegrano |               |               |               |               |               |               |               |               |               |               |               |               |
| Malta Grand Prix           | nie rozegrano | nie rozegrano | nie rozegrano | nie rozegrano | nierankingowy | nierankingowy | nierankingowy | nierankingowy | nierankingowy | 2R            | NR            | nie rozegrano | nie rozegrano | nie rozegrano | nie rozegrano | nie rozegrano | nie rozegrano | nie rozegrano | nie rozegrano | nie rozegrano | nie rozegrano    | nie rozegrano    | nie rozegrano    | nie rozegrano    | nie rozegrano    | nie rozegrano    | nie rozegrano | nie rozegrano | nie rozegrano | nie rozegrano | nie rozegrano | nie rozegrano | nie rozegrano | nie rozegrano | nie rozegrano | nie rozegrano | nie rozegrano | nie rozegrano | nie rozegrano | nie rozegrano | nie rozegrano | nie rozegrano | nie rozegrano | nie rozegrano | nie rozegrano | nie rozegrano | nie rozegrano | nie rozegrano | nie rozegrano | nie rozegrano | nie rozegrano |               |               |               |               |               |               |               |               |
| Thailand Masters           | LQ            | F             | 3R            | SF            | 2R            | W             | 1R            | QF            | F             | 1R            | 1R            | 2R            | NR            | nie rozegrano | nie rozegrano | nie rozegrano | NR            | nie rozegrano | nie rozegrano | nie rozegrano | nie rozegrano    | nie rozegrano    | nie rozegrano    | nie rozegrano    | nie rozegrano    | nie rozegrano    | nie rozegrano | nie rozegrano | nie rozegrano | nie rozegrano | nie rozegrano | nie rozegrano | nie rozegrano | nie rozegrano | nie rozegrano | nie rozegrano | nie rozegrano | nie rozegrano | nie rozegrano | nie rozegrano | nie rozegrano | nie rozegrano | nie rozegrano | nie rozegrano | nie rozegrano | nie rozegrano | nie rozegrano | nie rozegrano | nie rozegrano | nie rozegrano | nie rozegrano | nie rozegrano | nie rozegrano | nie rozegrano | nie rozegrano | nie rozegrano | nie rozegrano |               |               |
| British Open               | 1R            | 1R            | 2R            | QF            | 2R            | 3R            | QF            | 2R            | 2R            | QF            | SF            | QF            | QF            | 2R            | 2R            | nie rozegrano | nie rozegrano | nie rozegrano | nie rozegrano | nie rozegrano | nie rozegrano    | nie rozegrano    | nie rozegrano    | nie rozegrano    | nie rozegrano    | nie rozegrano    | nie rozegrano | nie rozegrano | nie rozegrano | nie rozegrano | nie rozegrano | nie rozegrano | nie rozegrano | nie rozegrano | nie rozegrano | nie rozegrano | nie rozegrano | nie rozegrano | nie rozegrano | nie rozegrano | nie rozegrano | nie rozegrano | nie rozegrano | nie rozegrano | nie rozegrano | nie rozegrano | nie rozegrano | nie rozegrano | nie rozegrano | nie rozegrano | nie rozegrano | nie rozegrano | nie rozegrano | nie rozegrano | nie rozegrano |               |               |               |               |
| Irish Masters              | nierankingowy | nierankingowy | nierankingowy | nierankingowy | nierankingowy | nierankingowy | nierankingowy | nierankingowy | nierankingowy | nierankingowy | nierankingowy | nierankingowy | 1R            | 1R            | 2R            | NH            | NR            | nie rozegrano | nie rozegrano | nie rozegrano | nie rozegrano    | nie rozegrano    | nie rozegrano    | nie rozegrano    | nie rozegrano    | nie rozegrano    | nie rozegrano | nie rozegrano | nie rozegrano | nie rozegrano | nie rozegrano | nie rozegrano | nie rozegrano | nie rozegrano | nie rozegrano | nie rozegrano | nie rozegrano | nie rozegrano | nie rozegrano | nie rozegrano | nie rozegrano | nie rozegrano | nie rozegrano | nie rozegrano | nie rozegrano | nie rozegrano | nie rozegrano | nie rozegrano | nie rozegrano | nie rozegrano | nie rozegrano | nie rozegrano | nie rozegrano | nie rozegrano | nie rozegrano | nie rozegrano | nie rozegrano |               |               |
| Northern Ireland Trophy    | nie rozegrano | nie rozegrano | nie rozegrano | nie rozegrano | nie rozegrano | nie rozegrano | nie rozegrano | nie rozegrano | nie rozegrano | nie rozegrano | nie rozegrano | nie rozegrano | nie rozegrano | nie rozegrano | nie rozegrano | NR            | 1R            | 1R            | 3R            | nie rozegrano | nie rozegrano    | nie rozegrano    | nie rozegrano    | nie rozegrano    | nie rozegrano    | nie rozegrano    | nie rozegrano | nie rozegrano | nie rozegrano | nie rozegrano | nie rozegrano | nie rozegrano | nie rozegrano | nie rozegrano | nie rozegrano | nie rozegrano | nie rozegrano | nie rozegrano | nie rozegrano | nie rozegrano | nie rozegrano | nie rozegrano | nie rozegrano | nie rozegrano | nie rozegrano | nie rozegrano | nie rozegrano | nie rozegrano | nie rozegrano | nie rozegrano | nie rozegrano | nie rozegrano | nie rozegrano | nie rozegrano | nie rozegrano | nie rozegrano | nie rozegrano | nie rozegrano | nie rozegrano |
| Bahrain Championship       | nie rozegrano | nie rozegrano | nie rozegrano | nie rozegrano | nie rozegrano | nie rozegrano | nie rozegrano | nie rozegrano | nie rozegrano | nie rozegrano | nie rozegrano | nie rozegrano | nie rozegrano | nie rozegrano | nie rozegrano | nie rozegrano | nie rozegrano | nie rozegrano | LQ            | nie rozegrano | nie rozegrano    | nie rozegrano    | nie rozegrano    | nie rozegrano    | nie rozegrano    | nie rozegrano    | nie rozegrano | nie rozegrano | nie rozegrano | nie rozegrano | nie rozegrano | nie rozegrano | nie rozegrano | nie rozegrano | nie rozegrano | nie rozegrano | nie rozegrano | nie rozegrano | nie rozegrano | nie rozegrano | nie rozegrano | nie rozegrano | nie rozegrano | nie rozegrano | nie rozegrano | nie rozegrano | nie rozegrano | nie rozegrano | nie rozegrano | nie rozegrano | nie rozegrano | nie rozegrano | nie rozegrano | nie rozegrano | nie rozegrano | nie rozegrano | nie rozegrano | nie rozegrano | nie rozegrano |
| Wuxi Classic               | nie rozegrano | nie rozegrano | nie rozegrano | nie rozegrano | nie rozegrano | nie rozegrano | nie rozegrano | nie rozegrano | nie rozegrano | nie rozegrano | nie rozegrano | nie rozegrano | nie rozegrano | nie rozegrano | nie rozegrano | nie rozegrano | nie rozegrano | nie rozegrano | nierankingowy | nierankingowy | nierankingowy    | nierankingowy    | LQ               | 2R               | 3R               | nie rozegrano    | nie rozegrano | nie rozegrano | nie rozegrano | nie rozegrano | nie rozegrano | nie rozegrano | nie rozegrano | nie rozegrano | nie rozegrano | nie rozegrano | nie rozegrano | nie rozegrano | nie rozegrano | nie rozegrano | nie rozegrano | nie rozegrano | nie rozegrano | nie rozegrano | nie rozegrano | nie rozegrano | nie rozegrano | nie rozegrano | nie rozegrano | nie rozegrano | nie rozegrano | nie rozegrano | nie rozegrano | nie rozegrano | nie rozegrano |               |               |               |               |
| Australian Goldfields Open | nie rozegrano | nie rozegrano | nie rozegrano | nie rozegrano | nierankingowy | nierankingowy | nie rozegrano | nie rozegrano | nie rozegrano | nie rozegrano | nie rozegrano | nie rozegrano | nie rozegrano | nie rozegrano | nie rozegrano | nie rozegrano | nie rozegrano | nie rozegrano | nie rozegrano | nie rozegrano | nie rozegrano    | LQ               | 1R               | LQ               | 2R               | A                | nie rozegrano | nie rozegrano | nie rozegrano | nie rozegrano | nie rozegrano | nie rozegrano | nie rozegrano | nie rozegrano | nie rozegrano | nie rozegrano | nie rozegrano | nie rozegrano | nie rozegrano | nie rozegrano | nie rozegrano | nie rozegrano | nie rozegrano | nie rozegrano | nie rozegrano | nie rozegrano | nie rozegrano | nie rozegrano | nie rozegrano | nie rozegrano | nie rozegrano | nie rozegrano | nie rozegrano | nie rozegrano | nie rozegrano | nie rozegrano |               |               |               |
| Shanghai Masters           | nie rozegrano | nie rozegrano | nie rozegrano | nie rozegrano | nie rozegrano | nie rozegrano | nie rozegrano | nie rozegrano | nie rozegrano | nie rozegrano | nie rozegrano | nie rozegrano | nie rozegrano | nie rozegrano | nie rozegrano | nie rozegrano | nie rozegrano | LQ            | LQ            | LQ            | LQ               | LQ               | LQ               | LQ               | QF               | 1R               | LQ            | 2R            | nierankingowy | nierankingowy | NH            |               |               |               |               |               |               |               |               |               |               |               |               |               |               |               |               |               |               |               |               |               |               |               |               |               |               |               |               |
| Paul Hunter Classic        | nie rozegrano | nie rozegrano | nie rozegrano | nie rozegrano | nie rozegrano | nie rozegrano | nie rozegrano | nie rozegrano | nie rozegrano | nie rozegrano | nie rozegrano | nie rozegrano | nie rozegrano | nie rozegrano | Pro-am Event  | Pro-am Event  | Pro-am Event  | Pro-am Event  | Pro-am Event  | Pro-am Event  | Minor-rankingowy | Minor-rankingowy | Minor-rankingowy | Minor-rankingowy | Minor-rankingowy | Minor-rankingowy | 3R            | 3R            | A             | NR            | NH            |               |               |               |               |               |               |               |               |               |               |               |               |               |               |               |               |               |               |               |               |               |               |               |               |               |               |               |               |
| Indian Open                | nie rozegrano | nie rozegrano | nie rozegrano | nie rozegrano | nie rozegrano | nie rozegrano | nie rozegrano | nie rozegrano | nie rozegrano | nie rozegrano | nie rozegrano | nie rozegrano | nie rozegrano | nie rozegrano | nie rozegrano | nie rozegrano | nie rozegrano | nie rozegrano | nie rozegrano | nie rozegrano | nie rozegrano    | nie rozegrano    | nie rozegrano    | 1R               | 1R               | NH               | A             | 1R            | LQ            | nie rozegrano | nie rozegrano |               |               |               |               |               |               |               |               |               |               |               |               |               |               |               |               |               |               |               |               |               |               |               |               |               |               |               |               |
| China Open                 | nie rozegrano | nie rozegrano | nie rozegrano | nie rozegrano | nie rozegrano | nie rozegrano | nie rozegrano | NR            | SF            | LQ            | QF            | 1R            | nie rozegrano | nie rozegrano | SF            | 1R            | LQ            | LQ            | LQ            | LQ            | LQ               | LQ               | LQ               | LQ               | 1R               | 1R               | 1R            | LQ            | QF            | nie rozegrano | nie rozegrano |               |               |               |               |               |               |               |               |               |               |               |               |               |               |               |               |               |               |               |               |               |               |               |               |               |               |               |               |
| Riga Masters               | nie rozegrano | nie rozegrano | nie rozegrano | nie rozegrano | nie rozegrano | nie rozegrano | nie rozegrano | nie rozegrano | nie rozegrano | nie rozegrano | nie rozegrano | nie rozegrano | nie rozegrano | nie rozegrano | nie rozegrano | nie rozegrano | nie rozegrano | nie rozegrano | nie rozegrano | nie rozegrano | nie rozegrano    | nie rozegrano    | nie rozegrano    | nie rozegrano    | MR               | MR               | LQ            | 1R            | LQ            | 2R            | NH            |               |               |               |               |               |               |               |               |               |               |               |               |               |               |               |               |               |               |               |               |               |               |               |               |               |               |               |               |
| International Championship | nie rozegrano | nie rozegrano | nie rozegrano | nie rozegrano | nie rozegrano | nie rozegrano | nie rozegrano | nie rozegrano | nie rozegrano | nie rozegrano | nie rozegrano | nie rozegrano | nie rozegrano | nie rozegrano | nie rozegrano | nie rozegrano | nie rozegrano | nie rozegrano | nie rozegrano | nie rozegrano | nie rozegrano    | nie rozegrano    | LQ               | 2R               | 1R               | LQ               | LQ            | 1R            | 1R            | 1R            | NH            |               |               |               |               |               |               |               |               |               |               |               |               |               |               |               |               |               |               |               |               |               |               |               |               |               |               |               |               |
| China Championship         | nie rozegrano | nie rozegrano | nie rozegrano | nie rozegrano | nie rozegrano | nie rozegrano | nie rozegrano | nie rozegrano | nie rozegrano | nie rozegrano | nie rozegrano | nie rozegrano | nie rozegrano | nie rozegrano | nie rozegrano | nie rozegrano | nie rozegrano | nie rozegrano | nie rozegrano | nie rozegrano | nie rozegrano    | nie rozegrano    | nie rozegrano    | nie rozegrano    | nie rozegrano    | nie rozegrano    | NR            | 3R            | LQ            | LQ            | NH            |               |               |               |               |               |               |               |               |               |               |               |               |               |               |               |               |               |               |               |               |               |               |               |               |               |               |               |               |
| World Open                 | 1R            | SF            | SF            | 3R            | 3R            | SF            | 1R            | 3R            | 3R            | 2R            | 3R            | 3R            | F             | 2R            | 2R            | 1R            | SF            | LQ            | LQ            | LQ            | 2R               | LQ               | 1R               | QF               | nie rozegrano    | nie rozegrano    | 3R            | LQ            | LQ            | 1R            | NH            |               |               |               |               |               |               |               |               |               |               |               |               |               |               |               |               |               |               |               |               |               |               |               |               |               |               |               |               |

### Byłe turnieje nierankingowe
| World Masters                      | 1R            | nie rozegrano | nie rozegrano | nie rozegrano | nie rozegrano | nie rozegrano | nie rozegrano | nie rozegrano | nie rozegrano | nie rozegrano | nie rozegrano | nie rozegrano | nie rozegrano | nie rozegrano | nie rozegrano | nie rozegrano | nie rozegrano | nie rozegrano | nie rozegrano | nie rozegrano | nie rozegrano | nie rozegrano | nie rozegrano | nie rozegrano | nie rozegrano | nie rozegrano | nie rozegrano | nie rozegrano | nie rozegrano | nie rozegrano | nie rozegrano | nie rozegrano | nie rozegrano | nie rozegrano | nie rozegrano | nie rozegrano | nie rozegrano | nie rozegrano | nie rozegrano | nie rozegrano | nie rozegrano |               |               |               |               |               |               |               |               |               |               |               |               |               |               |               |               |               |               |               |               |               |               |            |            |            |
| Masters Qualifying Event           | W             | QF            | MR            | A             | A             | A             | A             | A             | A             | A             | A             | A             | A             | A             | NH            | A             | A             | A             | A             | A             | nie rozegrano | nie rozegrano | nie rozegrano | nie rozegrano | nie rozegrano | nie rozegrano | nie rozegrano | nie rozegrano | nie rozegrano | nie rozegrano | nie rozegrano | nie rozegrano | nie rozegrano | nie rozegrano | nie rozegrano | nie rozegrano | nie rozegrano | nie rozegrano | nie rozegrano | nie rozegrano | nie rozegrano | nie rozegrano | nie rozegrano | nie rozegrano | nie rozegrano | nie rozegrano | nie rozegrano | nie rozegrano | nie rozegrano | nie rozegrano | nie rozegrano | nie rozegrano | nie rozegrano | nie rozegrano | nie rozegrano | nie rozegrano | nie rozegrano | nie rozegrano | nie rozegrano | nie rozegrano |               |               |               |            |            |            |
| Pot Black                          | A             | A             | 1R            | A             | nie rozegrano | nie rozegrano | nie rozegrano | nie rozegrano | nie rozegrano | nie rozegrano | nie rozegrano | nie rozegrano | nie rozegrano | nie rozegrano | nie rozegrano | A             | A             | A             | nie rozegrano | nie rozegrano | nie rozegrano | nie rozegrano | nie rozegrano | nie rozegrano | nie rozegrano | nie rozegrano | nie rozegrano | nie rozegrano | nie rozegrano | nie rozegrano | nie rozegrano | nie rozegrano | nie rozegrano | nie rozegrano | nie rozegrano | nie rozegrano | nie rozegrano | nie rozegrano | nie rozegrano | nie rozegrano | nie rozegrano | nie rozegrano | nie rozegrano | nie rozegrano | nie rozegrano | nie rozegrano | nie rozegrano | nie rozegrano | nie rozegrano | nie rozegrano | nie rozegrano | nie rozegrano | nie rozegrano | nie rozegrano | nie rozegrano | nie rozegrano | nie rozegrano | nie rozegrano |               |               |               |               |               |            |            |            |
| World Matchplay                    | A             | A             | SF            | nie rozegrano | nie rozegrano | nie rozegrano | nie rozegrano | nie rozegrano | nie rozegrano | nie rozegrano | nie rozegrano | nie rozegrano | nie rozegrano | nie rozegrano | nie rozegrano | nie rozegrano | nie rozegrano | nie rozegrano | nie rozegrano | nie rozegrano | nie rozegrano | nie rozegrano | nie rozegrano | nie rozegrano | nie rozegrano | nie rozegrano | nie rozegrano | nie rozegrano | nie rozegrano | nie rozegrano | nie rozegrano | nie rozegrano | nie rozegrano | nie rozegrano | nie rozegrano | nie rozegrano | nie rozegrano | nie rozegrano | nie rozegrano | nie rozegrano | nie rozegrano | nie rozegrano | nie rozegrano |               |               |               |               |               |               |               |               |               |               |               |               |               |               |               |               |               |               |               |               |            |            |            |
| Nescafe Extra Challenge            | A             | NH            | RR            | nie rozegrano | nie rozegrano | nie rozegrano | nie rozegrano | nie rozegrano | nie rozegrano | nie rozegrano | nie rozegrano | nie rozegrano | nie rozegrano | nie rozegrano | nie rozegrano | nie rozegrano | nie rozegrano | nie rozegrano | nie rozegrano | nie rozegrano | nie rozegrano | nie rozegrano | nie rozegrano | nie rozegrano | nie rozegrano | nie rozegrano | nie rozegrano | nie rozegrano | nie rozegrano | nie rozegrano | nie rozegrano | nie rozegrano | nie rozegrano | nie rozegrano | nie rozegrano | nie rozegrano | nie rozegrano | nie rozegrano | nie rozegrano | nie rozegrano | nie rozegrano | nie rozegrano | nie rozegrano |               |               |               |               |               |               |               |               |               |               |               |               |               |               |               |               |               |               |               |               |            |            |            |
| European Challenge                 | NH            | A             | SF            | nie rozegrano | nie rozegrano | nie rozegrano | nie rozegrano | nie rozegrano | nie rozegrano | nie rozegrano | nie rozegrano | nie rozegrano | nie rozegrano | nie rozegrano | nie rozegrano | nie rozegrano | nie rozegrano | nie rozegrano | nie rozegrano | nie rozegrano | nie rozegrano | nie rozegrano | nie rozegrano | nie rozegrano | nie rozegrano | nie rozegrano | nie rozegrano | nie rozegrano | nie rozegrano | nie rozegrano | nie rozegrano | nie rozegrano | nie rozegrano | nie rozegrano | nie rozegrano | nie rozegrano | nie rozegrano | nie rozegrano | nie rozegrano | nie rozegrano | nie rozegrano | nie rozegrano | nie rozegrano |               |               |               |               |               |               |               |               |               |               |               |               |               |               |               |               |               |               |               |               |            |            |            |
| Top Rank Classic                   | nie rozegrano | nie rozegrano | nie rozegrano | nie rozegrano | F             | nie rozegrano | nie rozegrano | nie rozegrano | nie rozegrano | nie rozegrano | nie rozegrano | nie rozegrano | nie rozegrano | nie rozegrano | nie rozegrano | nie rozegrano | nie rozegrano | nie rozegrano | nie rozegrano | nie rozegrano | nie rozegrano | nie rozegrano | nie rozegrano | nie rozegrano | nie rozegrano | nie rozegrano | nie rozegrano | nie rozegrano | nie rozegrano | nie rozegrano | nie rozegrano | nie rozegrano | nie rozegrano | nie rozegrano | nie rozegrano | nie rozegrano | nie rozegrano | nie rozegrano | nie rozegrano | nie rozegrano | nie rozegrano | nie rozegrano | nie rozegrano | nie rozegrano | nie rozegrano |               |               |               |               |               |               |               |               |               |               |               |               |               |               |               |               |               |               |            |            |            |
| Premier League                     | A             | A             | F             | SF            | RR            | A             | A             | A             | A             | A             | A             | A             | A             | A             | A             | A             | A             | A             | A             | A             | A             | A             | A             | nie rozegrano | nie rozegrano | nie rozegrano | nie rozegrano | nie rozegrano | nie rozegrano | nie rozegrano | nie rozegrano | nie rozegrano | nie rozegrano | nie rozegrano | nie rozegrano | nie rozegrano | nie rozegrano | nie rozegrano | nie rozegrano | nie rozegrano | nie rozegrano | nie rozegrano | nie rozegrano | nie rozegrano | nie rozegrano | nie rozegrano | nie rozegrano | nie rozegrano | nie rozegrano | nie rozegrano | nie rozegrano | nie rozegrano | nie rozegrano | nie rozegrano | nie rozegrano | nie rozegrano | nie rozegrano | nie rozegrano | nie rozegrano | nie rozegrano | nie rozegrano | nie rozegrano | nie rozegrano |            |            |            |
| German Masters                     | nie rozegrano | nie rozegrano | nie rozegrano | nie rozegrano | nie rozegrano | rankingowy    | rankingowy    | rankingowy    | QF            | nie rozegrano | nie rozegrano | nie rozegrano | nie rozegrano | nie rozegrano | nie rozegrano | nie rozegrano | nie rozegrano | nie rozegrano | nie rozegrano | nie rozegrano | rankingowy    | rankingowy    | rankingowy    | rankingowy    | rankingowy    | rankingowy    | rankingowy    | rankingowy    | rankingowy    | rankingowy    | rankingowy    | rankingowy    | rankingowy    | rankingowy    | rankingowy    | rankingowy    | rankingowy    | rankingowy    | rankingowy    | rankingowy    | rankingowy    | rankingowy    | rankingowy    | rankingowy    | rankingowy    | rankingowy    | rankingowy    | rankingowy    | rankingowy    | rankingowy    | rankingowy    | rankingowy    | rankingowy    | rankingowy    | rankingowy    | rankingowy    | rankingowy    | rankingowy    | rankingowy    | rankingowy    |               |               |               |            |            |            |
| Champions Cup                      | nie rozegrano | nie rozegrano | nie rozegrano | nie rozegrano | SF            | 1R            | SF            | A             | QF            | A             | A             | A             | nie rozegrano | nie rozegrano | nie rozegrano | nie rozegrano | nie rozegrano | nie rozegrano | nie rozegrano | nie rozegrano | nie rozegrano | nie rozegrano | nie rozegrano | nie rozegrano | nie rozegrano | nie rozegrano | nie rozegrano | nie rozegrano | nie rozegrano | nie rozegrano | nie rozegrano | nie rozegrano | nie rozegrano | nie rozegrano | nie rozegrano | nie rozegrano | nie rozegrano | nie rozegrano | nie rozegrano | nie rozegrano | nie rozegrano | nie rozegrano | nie rozegrano | nie rozegrano | nie rozegrano | nie rozegrano | nie rozegrano | nie rozegrano | nie rozegrano | nie rozegrano | nie rozegrano | nie rozegrano |               |               |               |               |               |               |               |               |               |               |               |            |            |            |
| Irish Masters                      | A             | A             | F             | F             | 1R            | 1R            | 1R            | A             | 1R            | QF            | QF            | A             | rankingowy    | rankingowy    | rankingowy    | NH            | A             | nie rozegrano | nie rozegrano | nie rozegrano | nie rozegrano | nie rozegrano | nie rozegrano | nie rozegrano | nie rozegrano | nie rozegrano | nie rozegrano | nie rozegrano | nie rozegrano | nie rozegrano | nie rozegrano | nie rozegrano | nie rozegrano | nie rozegrano | nie rozegrano | nie rozegrano | nie rozegrano | nie rozegrano | nie rozegrano | nie rozegrano | nie rozegrano | nie rozegrano | nie rozegrano | nie rozegrano | nie rozegrano | nie rozegrano | nie rozegrano | nie rozegrano | nie rozegrano | nie rozegrano | nie rozegrano | nie rozegrano | nie rozegrano | nie rozegrano | nie rozegrano | nie rozegrano | nie rozegrano |               |               |               |               |               |               |            |            |            |
| Scottish Masters                   | A             | 1R            | 1R            | F             | 1R            | 1R            | F             | F             | 1R            | 1R            | QF            | LQ            | LQ            | nie rozegrano | nie rozegrano | nie rozegrano | nie rozegrano | nie rozegrano | nie rozegrano | nie rozegrano | nie rozegrano | nie rozegrano | nie rozegrano | nie rozegrano | nie rozegrano | nie rozegrano | nie rozegrano | nie rozegrano | nie rozegrano | nie rozegrano | nie rozegrano | nie rozegrano | nie rozegrano | nie rozegrano | nie rozegrano | nie rozegrano | nie rozegrano | nie rozegrano | nie rozegrano | nie rozegrano | nie rozegrano | nie rozegrano | nie rozegrano | nie rozegrano | nie rozegrano | nie rozegrano | nie rozegrano | nie rozegrano | nie rozegrano | nie rozegrano | nie rozegrano | nie rozegrano | nie rozegrano |               |               |               |               |               |               |               |               |               |               |            |            |            |
| Northern Ireland Trophy            | nie rozegrano | nie rozegrano | nie rozegrano | nie rozegrano | nie rozegrano | nie rozegrano | nie rozegrano | nie rozegrano | nie rozegrano | nie rozegrano | nie rozegrano | nie rozegrano | nie rozegrano | nie rozegrano | nie rozegrano | SF            | rankingowy    | rankingowy    | rankingowy    | nie rozegrano | nie rozegrano | nie rozegrano | nie rozegrano | nie rozegrano | nie rozegrano | nie rozegrano | nie rozegrano | nie rozegrano | nie rozegrano | nie rozegrano | nie rozegrano | nie rozegrano | nie rozegrano | nie rozegrano | nie rozegrano | nie rozegrano | nie rozegrano | nie rozegrano | nie rozegrano | nie rozegrano | nie rozegrano | nie rozegrano | nie rozegrano | nie rozegrano | nie rozegrano | nie rozegrano | nie rozegrano | nie rozegrano | nie rozegrano | nie rozegrano | nie rozegrano | nie rozegrano | nie rozegrano | nie rozegrano | nie rozegrano | nie rozegrano | nie rozegrano | nie rozegrano | nie rozegrano |               |               |               |               |            |            |            |
| Scottish Professional Championship | nie rozegrano | nie rozegrano | nie rozegrano | nie rozegrano | nie rozegrano | nie rozegrano | nie rozegrano | nie rozegrano | nie rozegrano | nie rozegrano | nie rozegrano | nie rozegrano | nie rozegrano | nie rozegrano | nie rozegrano | nie rozegrano | nie rozegrano | nie rozegrano | nie rozegrano | nie rozegrano | QF            | nie rozegrano | nie rozegrano | nie rozegrano | nie rozegrano | nie rozegrano | nie rozegrano | nie rozegrano | nie rozegrano | nie rozegrano | nie rozegrano | nie rozegrano | nie rozegrano | nie rozegrano | nie rozegrano | nie rozegrano | nie rozegrano | nie rozegrano | nie rozegrano | nie rozegrano | nie rozegrano | nie rozegrano | nie rozegrano | nie rozegrano | nie rozegrano | nie rozegrano | nie rozegrano | nie rozegrano | nie rozegrano | nie rozegrano | nie rozegrano | nie rozegrano | nie rozegrano | nie rozegrano | nie rozegrano | nie rozegrano | nie rozegrano | nie rozegrano | nie rozegrano | nie rozegrano | nie rozegrano |               |               |            |            |            |
| World Grand Prix                   | nie rozegrano | nie rozegrano | nie rozegrano | nie rozegrano | nie rozegrano | nie rozegrano | nie rozegrano | nie rozegrano | nie rozegrano | nie rozegrano | nie rozegrano | nie rozegrano | nie rozegrano | nie rozegrano | nie rozegrano | nie rozegrano | nie rozegrano | nie rozegrano | nie rozegrano | nie rozegrano | nie rozegrano | nie rozegrano | nie rozegrano | nie rozegrano | 1R            | rankingowy    | rankingowy    | rankingowy    | rankingowy    | rankingowy    | rankingowy    | rankingowy    | rankingowy    | rankingowy    | rankingowy    | rankingowy    | rankingowy    | rankingowy    | rankingowy    | rankingowy    | rankingowy    | rankingowy    | rankingowy    | rankingowy    | rankingowy    | rankingowy    | rankingowy    | rankingowy    | rankingowy    | rankingowy    | rankingowy    | rankingowy    | rankingowy    | rankingowy    | rankingowy    | rankingowy    | rankingowy    | rankingowy    | rankingowy    | rankingowy    | rankingowy    | rankingowy    | rankingowy    | rankingowy | rankingowy |            |
| Shoot-Out                          | SF            | nie rozegrano | nie rozegrano | nie rozegrano | nie rozegrano | nie rozegrano | nie rozegrano | nie rozegrano | nie rozegrano | nie rozegrano | nie rozegrano | nie rozegrano | nie rozegrano | nie rozegrano | nie rozegrano | nie rozegrano | nie rozegrano | nie rozegrano | nie rozegrano | nie rozegrano | 2R            | 1R            | 2R            | 3R            | 1R            | 1R            | rankingowy    | rankingowy    | rankingowy    | rankingowy    | rankingowy    | rankingowy    | rankingowy    | rankingowy    | rankingowy    | rankingowy    | rankingowy    | rankingowy    | rankingowy    | rankingowy    | rankingowy    | rankingowy    | rankingowy    | rankingowy    | rankingowy    | rankingowy    | rankingowy    | rankingowy    | rankingowy    | rankingowy    | rankingowy    | rankingowy    | rankingowy    | rankingowy    | rankingowy    | rankingowy    | rankingowy    | rankingowy    | rankingowy    | rankingowy    | rankingowy    | rankingowy    | rankingowy    | rankingowy | rankingowy | rankingowy |

| Legenda tabeli wyników              | Legenda tabeli wyników       | Legenda tabeli wyników                     | Legenda tabeli wyników                                                              | Legenda tabeli wyników                     | Legenda tabeli wyników                     |
| ----------------------------------- | ---------------------------- | ------------------------------------------ | ----------------------------------------------------------------------------------- | ------------------------------------------ | ------------------------------------------ |
| LQ                                  | odpadnięcie w kwalifikacjach | #R                                         | odpadnięcie we wczesnej fazie turnieju (WR = runda dzikich kart, RR = faza grupowa) | QF                                         | przegrana w ćwierćfinale                   |
| SF                                  | przegrana w półfinale        | F                                          | przegrana w finale                                                                  | W                                          | zwycięstwo                                 |
| DNQ                                 | nie zakwalifikował/a się     | A                                          | nie brał/a udziału                                                                  | WD                                         | zrezygnował/a w trakcie turnieju           |
| Legenda oznaczeń w tabelach wyników |                              |                                            |                                                                                     |                                            |                                            |
| NH / Nie roz.                       | NH / Nie roz.                | Turniej nie odbył się.                     | Turniej nie odbył się.                                                              | Turniej nie odbył się.                     | Turniej nie odbył się.                     |
| NR / Nie-rank.                      | NR / Nie-rank.               | Turniej nie był zaliczany jako rankingowy. | Turniej nie był zaliczany jako rankingowy.                                          | Turniej nie był zaliczany jako rankingowy. | Turniej nie był zaliczany jako rankingowy. |
| R / Rank.                           | R / Rank.                    | Turniej był zaliczany jako rankingowy.     | Turniej był zaliczany jako rankingowy.                                              | Turniej był zaliczany jako rankingowy.     | Turniej był zaliczany jako rankingowy.     |
| MR / Minor-Rank.                    | MR / Minor-Rank.             | Turniej był zaliczany jako minor ranking.  | Turniej był zaliczany jako minor ranking.                                           | Turniej był zaliczany jako minor ranking.  | Turniej był zaliczany jako minor ranking.  |

## Finały kariery

### Finały rankingowe: 8 (2-6)
| Rezultat  |    | Rok  | Turniej          | Przeciwnik    | Wynik |
| --------- | -- | ---- | ---------------- | ------------- | ----- |
| Finalista | 1. | 1992 | Asian Open       | Steve Davis   | 3–9   |
| Finalista | 2. | 1993 | Welsh Open       | Ken Doherty   | 7–9   |
| Finalista | 3. | 1994 | Welsh Open (2)   | Steve Davis   | 6–9   |
| Zwycięzca | 1. | 1994 | Dubai Classic    | Peter Ebdon   | 9–6   |
| Zwycięzca | 2. | 1996 | Thailand Open    | Ken Doherty   | 9–8   |
| Finalista | 4. | 1998 | Irish Open       | Mark Williams | 4–9   |
| Finalista | 5. | 1999 | Thailand Masters | Mark Williams | 7–9   |
| Finalista | 6. | 2002 | LG Cup           | Chris Small   | 5–9   |

### Finały rankingowe (minor): 1 (0-1)
| Rezultat  |    | Rok  | Turniej                     | Przeciwnik  | Wynik |
| --------- | -- | ---- | --------------------------- | ----------- | ----- |
| Finalista | 1. | 1992 | Mistrzostwa Benson & Hedges | Chris Small | 1–9   |

### Finały nierankingowe: 11 (3-8)
| Legenda              |
| -------------------- |
| The Masters (1–0)    |
| Premier League (0–1) |
| Inne (2–7)           |

| Rezultat  |    | Rok  | Turniej                           | Przeciwnik      | Wynik       |
| --------- | -- | ---- | --------------------------------- | --------------- | ----------- |
| Zwycięzca | 1. | 1990 | Benson & Hedges Championship      | James Wattana   | 9–5         |
| Finalista | 1. | 1993 | European League                   | Jimmy White     | 7–10        |
| Finalista | 2. | 1993 | Irish Masters                     | Steve Davis     | 4–9         |
| Finalista | 3. | 1993 | Scottish Masters                  | Ken Doherty     | 9–10        |
| Zwycięzca | 2. | 1994 | The Masters                       | Stephen Hendry  | 9–8         |
| Finalista | 4. | 1994 | Irish Masters (2)                 | Steve Davis     | 8–9         |
| Finalista | 5. | 1994 | Top Rank Classic                  | Stephen Hendry  | Round-Robin |
| Finalista | 6. | 1996 | Scottish Masters (2)              | Peter Ebdon     | 6–9         |
| Zwycięzca | 3. | 1997 | Scottish Masters Qualifying Event | Tony Drago      | 5–2         |
| Finalista | 7. | 1997 | Scottish Masters (3)              | Nigel Bond      | 8–9         |
| Finalista | 8. | 2009 | Pro Challenge Series – Event 1    | Stephen Maguire | 2–5         |

### Finały drużynowe 3 (2-1)
| Rezultat  |    | Rok  | Turniej        | Zespół  | Przeciwnik w finale | Wynik |
| --------- | -- | ---- | -------------- | ------- | ------------------- | ----- |
| Zwycięzca | 1. | 1996 | Puchar Świata  | Szkocja | Irlandia            | 10–7  |
| Finalista | 1. | 1999 | Puchar Narodów | Szkocja | Walia               | 4–6   |
| Zwycięzca | 2. | 2001 | Puchar Narodów | Szkocja | Irlandia            | 6–2   |

### Finały amatorskie: 2 (1-1)
| Rezultat  |    | Rok  | Turniej                      | Przeciwnik      | Wynik |
| --------- | -- | ---- | ---------------------------- | --------------- | ----- |
| Zwycięzca | 1. | 1990 | Mistrzostwa Szkocji Amatorów | Paul McPhillips | 9–5   |
| Finalista | 1. | 1990 | Mistrzostwa Anglii Amatorów  | Joe Swail       | 11–13 |

## Statystyka zwycięstw

### Turnieje rankingowe
- Dubai Classic: 1994
- Thailand Masters: 1996

### Turnieje nierankingowe
- Benson and Hedges Championship: 1991
- Masters: 1994

### Turnieje drużynowe
- Puchar Narodów: 1996, 2001